# Urvișu de Beliu, Arad
Urvișu de Beliu este un sat în comuna Hășmaș din județul Arad, Crișana, România.

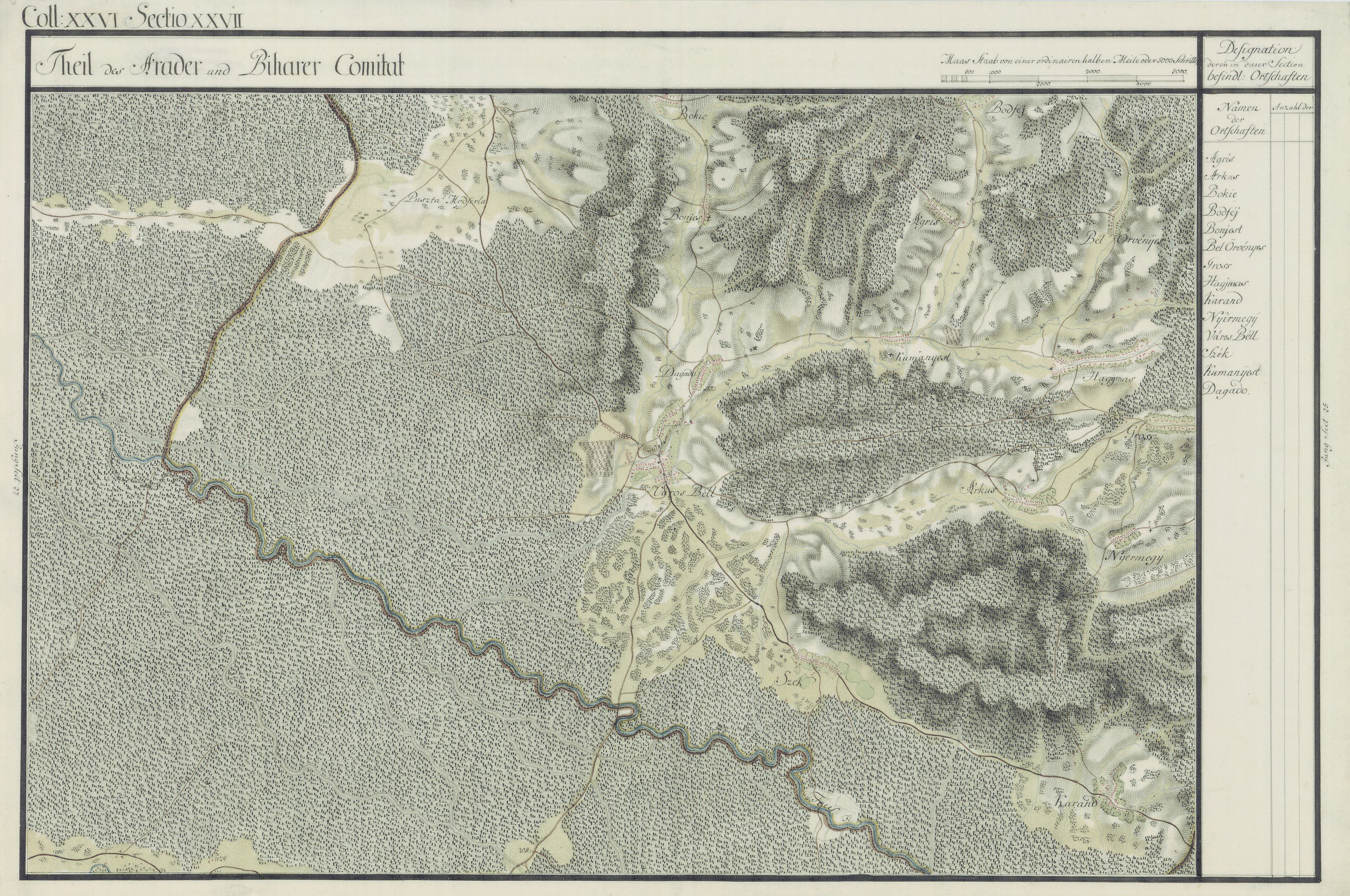
Urvișu de Beliu în Harta Iozefină a Comitatului Arad, 1782-85